# Študlov (kraj zliński)
Študlov – gmina w Czechach, w powiecie Vsetín, w kraju zlińskim. Według danych z dnia 1 stycznia 2012 liczyła 511 mieszkańców.
Zobacz też:
- Študlov

## Galeria

Dawne obiekty ze Studlova - skansen w Rožnovie pod Radhoštěm
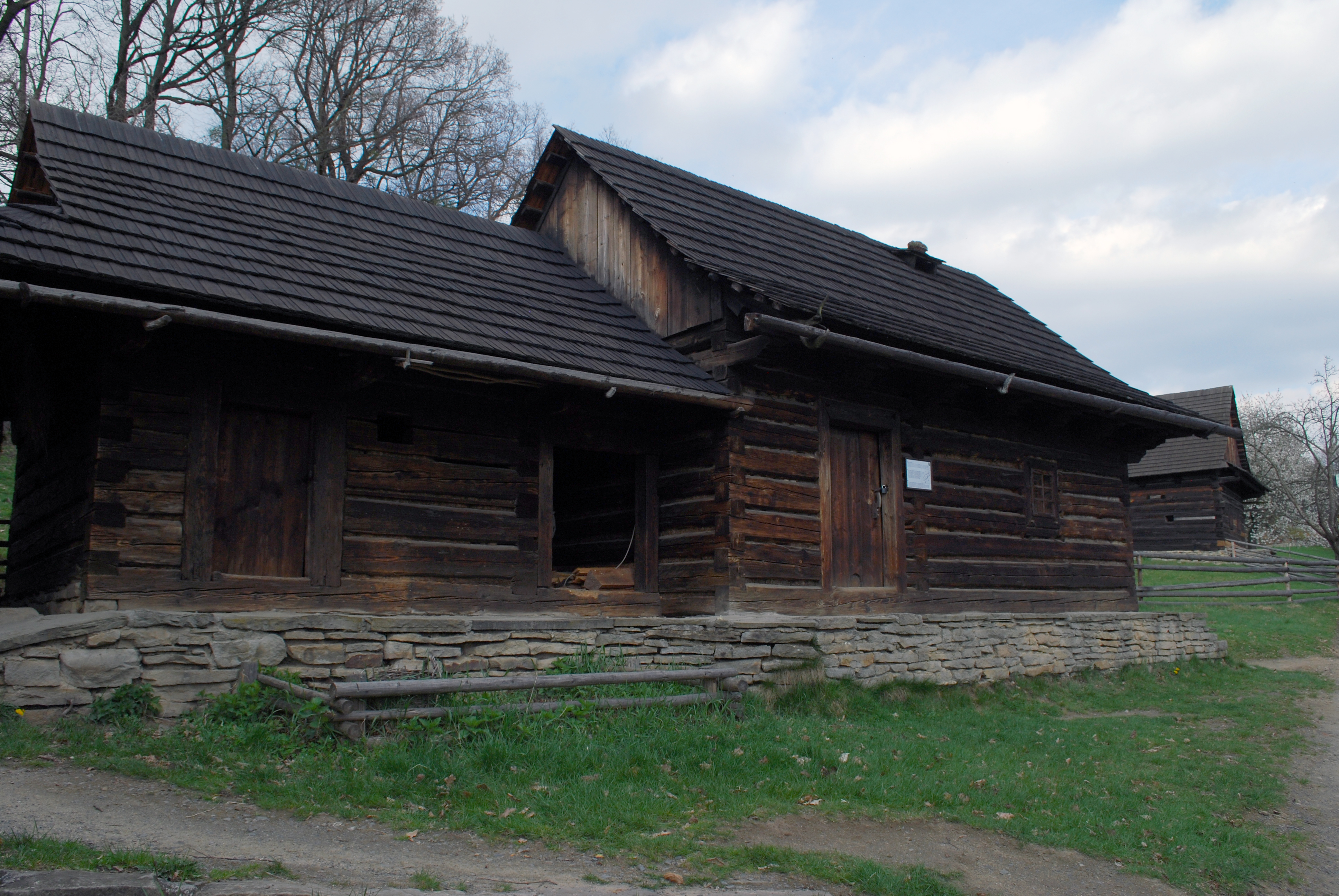
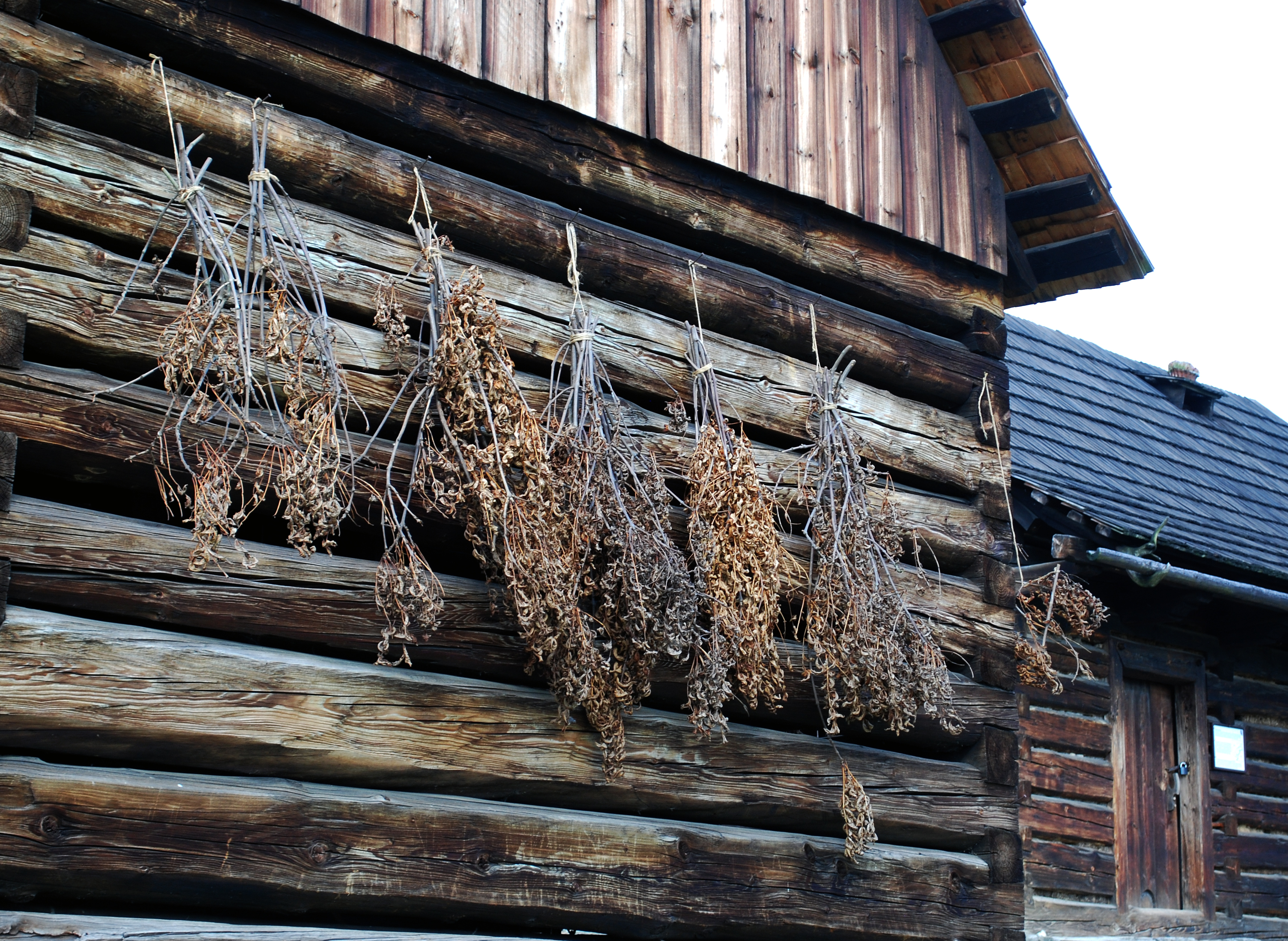
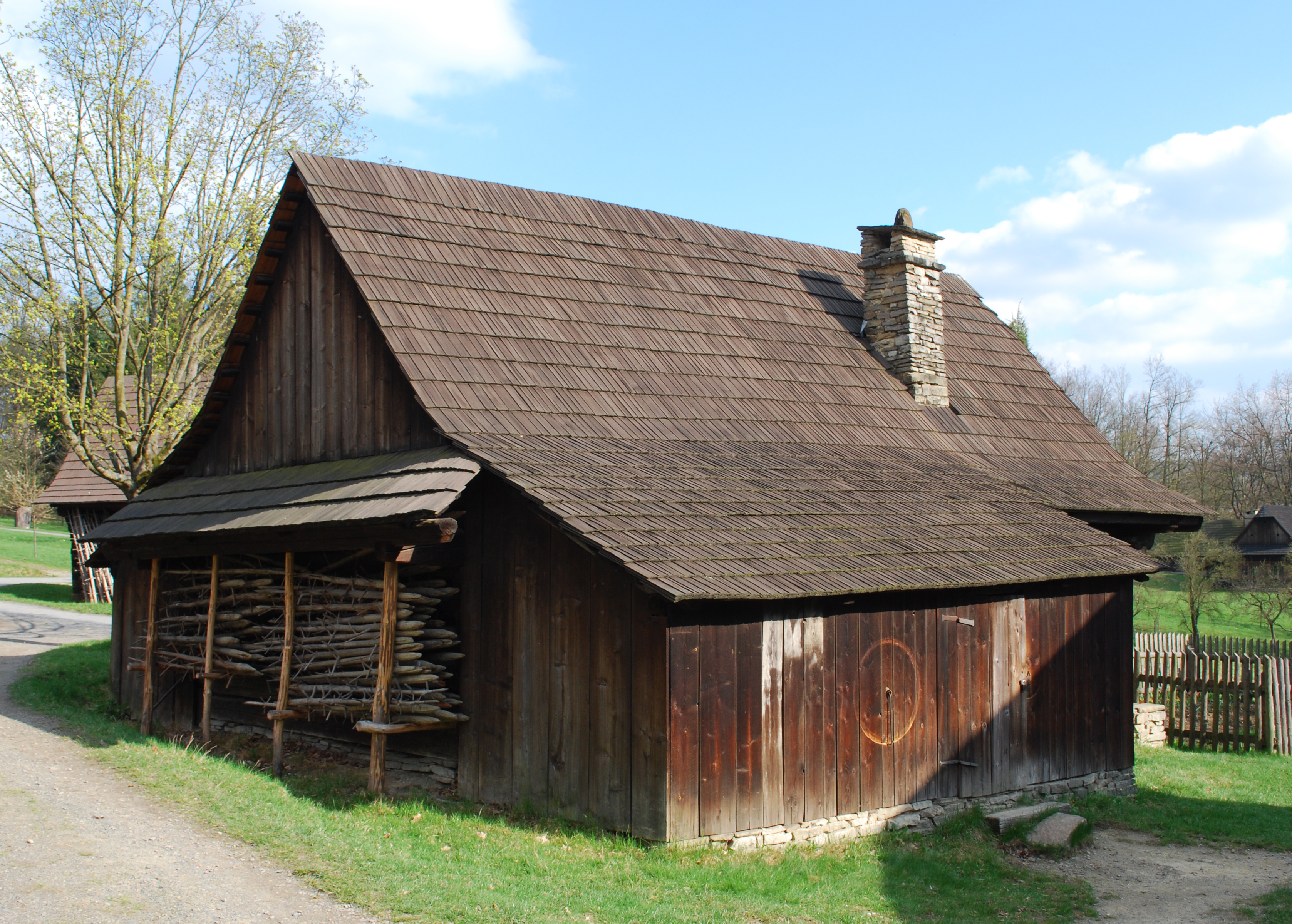
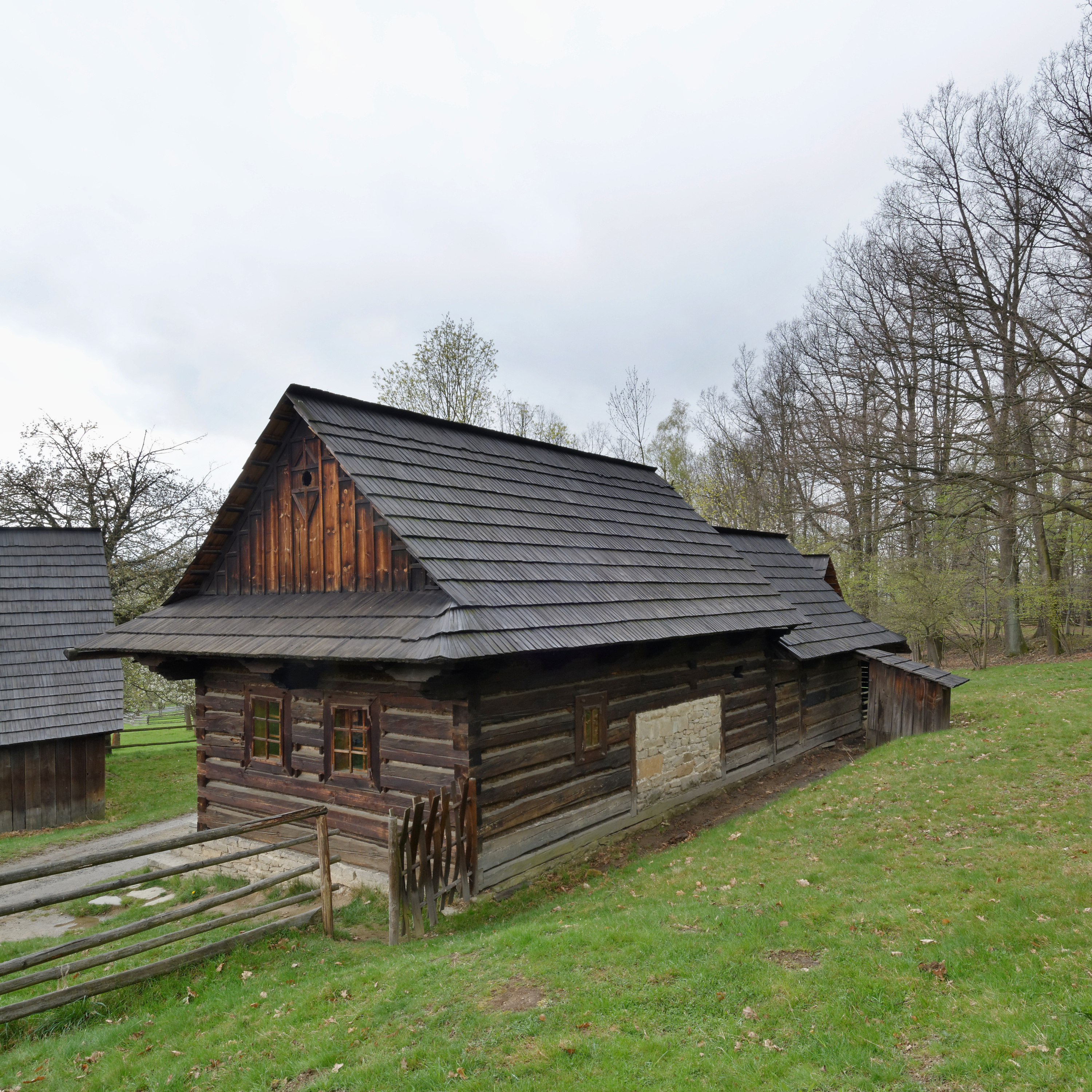